# Pandeopsis ikarii
Pandeopsis ikarii är en nässeldjursart som först beskrevs av Uchida 1927.  Pandeopsis ikarii ingår i släktet Pandeopsis och familjen Pandeidae. Inga underarter finns listade i Catalogue of Life.